# Tournoi d'échecs de Londres 1883

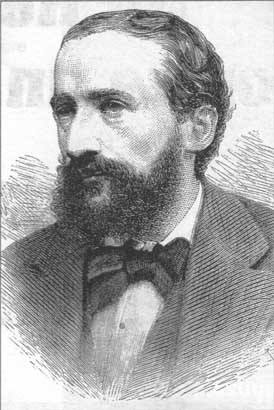
Johannes Zukertort, vainqueur du tournoi de Londres en 1883

Le tournoi d'échecs de Londres 1883 est un tournoi d'échecs à deux tours organisé du 26 avril au 23 juin 1883 dans le hall Victoria du Criterion Theatre de Londres. Il fut remporté par l'Allemand Johannes Zukertort qui marqua 85 % des points avec trois points d'avance sur le deuxième, Wilhelm Steinitz, considéré comme le meilleur joueur de l'époque et qui venait de remporter le tournoi d'échecs de Vienne en 1882.

## Organisation
Marmaduke Wyvill contribua à l'organisation du tournoi réunissant 14 des meilleurs joueurs d'échecs de l’époque. Le tournoi comprenait une nouveauté : le temps des joueurs serait limité par l’usage d'une pendule d'échecs mécanique avec double affichage. Lorsqu'un joueur arrêtait sa pendule, celle de son adversaire se mettait en marche, avec obligation de jouer 15 coups au moins pendant l'heure. 
Chaque joueur devait affronter tous les autres participants (système dit round robin) deux fois (« tournoi à deux tours ») : une fois avec les pièces blanches et l'autre avec les pièces noires. Les joueurs disputaient cinq parties par semaine.
Autre curiosité,  les parties nulles (ou « remises », désignées ci-dessous par la lettre r) ne comptaient pas : elles devaient être rejouées au plus deux fois ; la troisième partie nulle donnait un demi point aux joueurs. Les nulles étaient rejouées les mercredis et les samedis.
Les parties avaient lieu de midi à 17 h et reprenaient de 19 à 23 h.
14 joueurs s’affrontèrent dans le tournoi principal. Parmi les meilleurs joueurs du monde, seul Louis Paulsen était absent.
Les prix furent attribués à Johannes Zukertort (250 £), Wilhelm Steinitz (150 £), Joseph Blackburne 120 £), Mikhaïl Tchigorine (90 £) et aux trois suivants (Mackenzie, Mason et Englisch). Un prix de consolation de 50 £ fut réparti entre les perdants. Le Prix de beauté de  50  £ fut attribué à Samuel Rosenthal pour une partie gagnée avec les Noirs contre Steinitz.
Pendant le même temps que le premier tournoi avait lieu un deuxième tournoi à Londres avec 26 participants qui fut remporté par Curt von Bardeleben.

## Résultats
Lors du premier tour, Zukertort perdit une partie contre Steinitz, puis il remporta toutes ses parties. Lors du second tour, il perdit trois parties en se relâchant trois rondes avant la fin alors qu'il avait déjà gagné le tournoi (avec 22 points sur 23). Blackburne et Rosenthal ne disputèrent pas la partie du deuxième tour et perdirent la partie par forfait. Les représentants de l'école romantique, Mikhaïl Tchigorine et Samuel Rosenthal  battirent deux fois  lors du tournoi le représentant du style positionnel, Wilhelm Steinitz.
La table complète du tournoi est donnée selon Gino di Felice.
| Rang  | Joueur             | Nationalité                              | Zuk.  | Stein. | Black.  | Tchig. | Mack.   | Engl.   | Mason | Ros.    | Win.    | Bird | Noa   | Sel.   | Mort. | Skip.  | Total   |
| ----- | ------------------ | ---------------------------------------- | ----- | ------ | ------- | ------ | ------- | ------- | ----- | ------- | ------- | ---- | ----- | ------ | ----- | ------ | ------- |
| 1     | Johannes Zukertort | Empire allemand (né à Lublin)            |       | 0 1    | r1 1    | 1 r1   | 1 r0    | rr1 1   | 1 1   | 1 1     | r1 r1   | 1 1  | 1 1   | 1 0    | 1 0   | 1 (1)  | 22 / 26 |
| 2     | Wilhelm Steinitz   | Autriche-Hongrie (né en Bohême)          | 1 0   |        | 0 1     | 0 0    | 1 1     | 0 rr1   | 1 r1  | r0 r0   | 1 1     | 1 1  | 1 r1  | 1 1    | 1 r1  | 1 (1)  | 19      |
| 3     | Joseph Blackburne  | Angleterre ( Royaume-Uni)                | r0 0  | 1 0    |         | 0 1    | r0 0    | 1 r0    | 1 r1  | rr1 –   | rr½ 1   | 0 r1 | 1 r1  | r1 1   | 1 1   | 1 1    | 16,5    |
| 4     | Mikhaïl Tchigorine | Empire russe                             | 0 r0  | 1 1    | 1 0     |        | 1 1     | 0 r1    | r0 1  | 0 rr1   | 1 0     | 1 0  | r1 0  | 1 r1   | 1 0   | 1 (1)  | 16      |
| 5-7   | George Mackenzie   | États-Unis (né en Écosse)                | 0 r1  | 0 0    | r1 1    | 0 0    |         | rr½ rr½ | 0 r1  | r0 r1   | 0 1     | 0 r1 | 1 r1  | rr½ r1 | r1 1  | 1 (1)  | 15,5    |
| 5-7   | Berthold Englisch  | Autriche-Hongrie (né en Silésie tchèque) | rr0 0 | 1 rr0  | 0 rr1   | 1 r0   | rr½ rr½ |         | rr0 0 | rr½ rr1 | 0 1     | r0 1 | 1 1   | r1 1   | 1 1   | 1 (1)  | 15,5    |
| 5-7   | James Mason        | Royaume-Uni (né en Irlande)              | 0 0   | 0 r0   | 0 r0    | r1 0   | 1 r0    | rr1 1   |       | r1 0    | r1 0    | 1 1  | rr½ 1 | 1 rr1  | r1 1  | 1 (1)  | 15,5    |
| 8     | Samuel Rosenthal   | France (né en Pologne)                   | 0 0   | r1 r1  | rr0 –   | 1 rr0  | r1 r0   | rr½ rr0 | r0 r1 |         | rr½ rr1 | r1 0 | 0 1   | r0 1   | 1 1   | r1 (1) | 14      |
| 9     | Szymon Winawer     | Empire russe (né en Pologne)             | r0 r0 | 0 0    | rr½ rr0 | 0 1    | 1 0     | 1 0     | r0 1  | rr½ rr0 |         | r0 1 | rr1 0 | 1 r1   | 1 1   | 1 (1)  | 13      |
| 10    | Henry Bird         | Angleterre ( Royaume-Uni)                | 0 0   | 0 0    | 1 r0    | 0 1    | 1 r0    | r1 0    | 0 0   | r0 1    | r1 0    |      | 0 0   | 1 1    | r1 1  | r1 (1) | 12      |
| 11    | Josef Noa          | Autriche-Hongrie                         | 0 0   | 0 r0   | 0 r0    | r0 1   | 0 r0    | 0 0     | rr½ 0 | 1 0     | rr0 1   | 1 1  |       | 0 1    | 1 1   | 0 (1)  | 9,5     |
| 12    | Alexander Sellman  | États-Unis                               | 0 1   | 0 0    | r0 0    | 0 r0   | rr½ r0  | r0 0    | 0 rr0 | r1 0    | 0 r0    | 0 0  | 1 0   |        | 1 1   | 0 (1)  | 6,5     |
| 13-14 | James Mortimer     | États-Unis (installé à Londres)          | 0 1   | 0 r0   | 0 0     | 0 1    | r0 0    | 0 0     | r0 0  | 0 0     | 0 0     | r0 0 | 0 0   | 0 0    |       | 0 1    | 3       |
| 13-14 | Arthur Skipworth   | Angleterre ( Royaume-Uni)                | 0 –   | 0 –    | 0 –     | 0 –    | 0 –     | 0 –     | 0 –   | 0 –     | 0 –     | 0 –  | 1 –   | 1 –    | 1 0   |        | 3       |

La lettre r désigne une partie nulle (« remise » ou « rejouée »). Le tiret – désigne une partie perdue par forfait. (1) désigne une partie gagnée par forfait.